# Jarlsberg (ost)

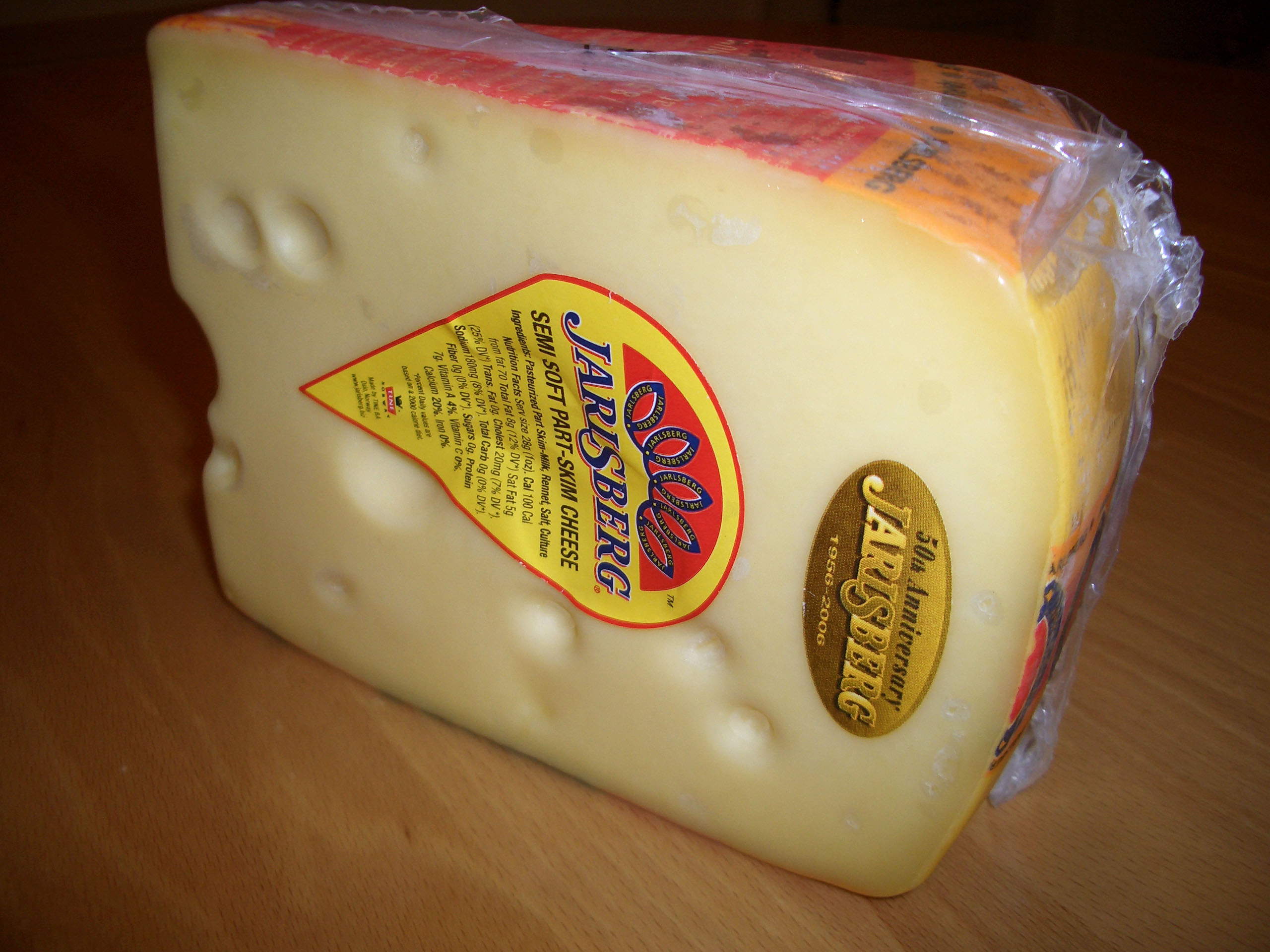
Jarlsbergsost.

Jarlsberg är en rundpipig hårdost från det gamla landskapet Jarlsberg i Vestfold i Norge. Den är snarlik den svenska grevéosten i utseende och smak. Fetthalten i osten är 27%.
Jarlsbergosten utvecklades under cirka 10 år, med start på 1950-talet, vid Norges landbrukshøgskole. Osten har fått internationell spridning och går på export från Norge men tillverkas även i USA och Irland.